# Reavivamiento de la Calle Azusa

El reavivamiento de la Calle Azusa, es uno de los hechos históricos del pentecostalismo (1906-1915). Estudios revelan varios testimonios de personas, marcando así un antes y un después. Debido a lo ocurrido en esa rúa se ve el inicio del bautismo en el Espíritu Santo en la época contemporánea.

El Avivamiento de la Calle Azusa fue una serie histórica de reuniones de avivamiento pentecostal que tuvieron lugar en Los Ángeles, California. Fue dirigido por William J. Seymour, un predicador afroamericano. El avivamiento comenzó el 9 de abril de 1906 y continuó hasta aproximadamente 1915.
En la noche del 9 de abril de 1906, Seymour y siete hombres estaban esperando a Dios en Bonnie Brae Street, "cuando de repente, como alcanzados por un rayo, fueron derribados de sus sillas al suelo", y los otros siete los hombres comenzaron a hablar en lenguas y a gritar en voz alta alabando a Dios. La noticia se difundió rápidamente; la ciudad se conmovió; se reunieron multitudes; los servicios se trasladaron al exterior para dar cabida a la multitud que llegaba de todas partes; la gente caía al acercarse, y lo atribuían a Dios; la gente era bautizada en el Espíritu Santo y se decía que los enfermos eran sanados.
El testimonio de quienes asistieron al Avivamiento de la Calle Azusa fue "Soy salvo, santificado y lleno del Espíritu Santo" en referencia a las tres obras de gracia de los Pentecostales de Santidad, la rama original del pentecostalismo. Para dar cabida aún más a la multitud, se aseguró un viejo edificio de dos pisos en ruinas en 312 Azusa Street en la sección industrial de la ciudad. Este edificio, construido originalmente para una Iglesia Episcopal Metodista Africana (AME), se había utilizado más recientemente como establo de librea, edificio de almacenamiento y casa de vecinos. En esta humilde misión de la calle Azusa se produjo un avivamiento continuo que duró tres años y se hizo conocido en todo el mundo. Stanley H. Frodsham, en su libro With Signs Following, cita la descripción de la escena de un testigo ocular: El avivamiento se caracterizó por experiencias espirituales acompañadas de testimonios de milagros de sanidad física, servicios de adoración y hablar en lenguas. Los participantes fueron criticados por algunos medios de comunicación seculares y teólogos cristianos por comportamientos considerados escandalosos y poco ortodoxos, especialmente en aquel momento. Hoy en día, los historiadores consideran que el avivamiento es el principal catalizador de la expansión del pentecostalismo en el siglo XX.

## Trasfondo

### Avivamiento de Gales
En 1904, tuvo lugar el Avivamiento de Gales dirigido por Evan Roberts durante el cual aproximadamente 100,000 personas en Gales, Gran Bretaña se unieron al movimiento. Intencionalmente, Cristianos evangélicos tomaron este evento como una señal del cumplimiento de la profecía del libro de Joel de la Biblia, capítulo 2:23-29 que estaba cerca de acontecer. Joseph Smale, pastor de la Primera Iglesia Bautista en Los Ángeles, fue a Gales personalmente para atestiguar el reavivamiento. A su regreso a Los Ángeles, intentó encender un evento similar en su propia congregación. Sus intentos fueron de corta duración, y finalmente dejó la Primera Iglesia Bautista para fundar Primera Iglesia del Nuevo Testamento, donde continuó sus esfuerzos. Durante este tiempo, otros reavivamientos en pequeña escala estaban sucediendo en Minnesota, Carolina del Norte y Texas.  En 1905, informes de hablar en lenguas, sanidades sobrenaturales, y cambios significativos de estilos de vida acompañados de estos reavivamientos. Cuando se corrió la noticia, los evangélicos por todos los Estados Unidos comenzaron a orar por reavivamientos similares en sus propias congregaciones.

### Seymour va a Los Ángeles

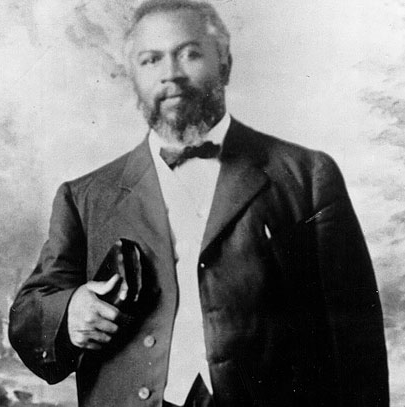
William J. Seymour, líder del Avivamiento de la Calle Azusa.

En 1905, el afroamericano William J. Seymour, de 34 años, hijo de antiguos esclavos, fue un aprendiz del notorio predicador pentecostal Charles Parham y pastor interino de una pequeña Iglesia Cristiana de Santidad en Houston, Texas. Neely Terry, una mujer afroamericana que asistió a una pequeña iglesia de la santidad pastoreada por Julia Hutchins en Los Ángeles, hizo un viaje para visitar a familiares en Houston a finales de 1905. Hasta que en Houston, visitó la iglesia de Seymour, donde él predicó que el bautismo del Espíritu Santo era acompañado con el hablar en lenguas, y aunque él no había experimentado esto personalmente, Terry quedó impresionada con su carácter y la profundidad del mensaje. Una vez en casa, en California, Terry sugirió que Seymour fuera invitado a hablar en la iglesia local. Seymour recibió y aceptó la invitación en febrero de 1906, y él recibió ayuda financiera y una bendición de Parham por su visita prevista de un mes.
Seymour llegó a Los Ángeles el 22 de febrero de 1906, y en dos días estuvo predicando en la iglesia de Julia Hutchins en la esquina de la Calle Novena y avenida Santa Fe. Durante su primer sermón, él predicó que el hablar en lenguas fue la primera evidencia bíblica del bautismo inevitable en el Espíritu Santo.  Al domingo siguiente, 4 de marzo, volvió a la iglesia y encontró que Hutchins había cerrado con candado la puerta. Ancianos de la iglesia rechazaron la enseñanza de Seymour, principalmente porque él no había experimentado aún la manifestación de la que estaba predicando. También provino censura de su mensaje de la Asociación de la Iglesia de Santidad del Sur de California con la que la iglesia tenía afiliación. Sin embargo, no todos los miembros de la iglesia de Hutchins rechazaron la predicación de Seymour. Él fue invitado para quedarse en la casa de un miembro de la congregación de Edward S. Lee, y él empezó a celebrar los primeros estudios bíblicos y reuniones de oración allí.

### Calle North Bonnie Brae

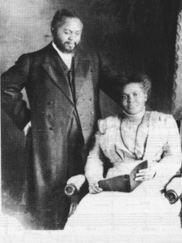
Seymour y su esposa, Jennie.

El Predicador Seymour y el pequeño grupo de nuevos seguidores pronto se trasladaron a la casa de Richard y Ruth Asberry, en el 214 de la calle North Bonnie Brae. Las familias blancas de las iglesias de Santidad locales comenzaron a asistir también, algo histórico del naciente movimiento pentecostal, ya que en los estados unidos para esa época existían grandes discriminaciones raciales. El grupo se reunía periódicamente y oraba por el bautismo del Espíritu Santo y la confirmación de la palabra: "y en los postreros días, dice Dios, derramare mi Espíritu sobre toda carne...."  (Hechos 2:17) El 9 de abril de 1906, después de cinco semanas de predicación y de oración de Seymour, y al tercer día de un ayuno pretendido de 10 días, Edward S. Lee habló en lenguas por primera vez. En la siguiente reunión, Seymour compartió el testimonio de Lee y predicó un sermón en Hechos 2:4, y pronto otras seis personas empezaron a hablar en lenguas también, incluida Jennie Moore, que más tarde se convertiría en esposa de Seymour. Unos días después, el 12 de abril, Seymour habló en lenguas por primera vez, después de orar toda la noche.

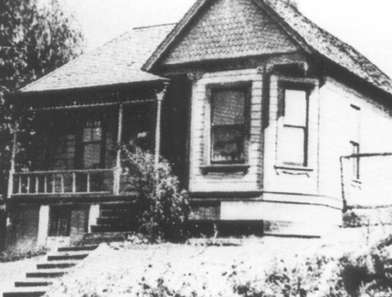
La casa de los Asberry en el 214 de la calle North Bonnie Brae.

Noticias de los acontecimientos en la calle North Bonnie Brae rápidamente circularon entre los afroamericanos y blancos residentes de la ciudad, y durante varias noches, varios oradores querían predicar a la multitud de espectadores curiosos e interesados desde el pórtico delantero de la casa de los Asberry.  Miembros de la audiencia incluía a personas de un amplio espectro de niveles de ingresos y formación religiosa. Hutchins finalmente habló en lenguas así como su congregación entera comenzó a asistir a las reuniones. Pronto la multitud se volvió muy grande y estaban llenos de gente hablando en lenguas, gritando, cantando y gimiendo. Finalmente, el pórtico delantero se derrumbó, forzando al grupo a comenzar a buscar un nuevo lugar de reunión. Un residente del barrio describió los acontecimientos en el 214 de North Bonnie Brae con las siguientes palabras:

Ellos gritaron tres días y tres noches. Era tiempo de Pascua.  La gente vino de todas partes.  A la mañana siguiente no había forma de acercarse a la casa.  Así como la gente entraba ellas caían bajo el poder de Dios, y la ciudad entera se conmovió.  Gritaban hasta que la base de la casa se aflojó, pero nadie resultó herido.

## Calle Azusa

### Condiciones
El grupo de la calle Bonnie Brae eventualmente descubrió un edificio disponible en el 312 de la calle Azusa, que había sido construido como una Iglesia Episcopal Metodista Africana ubicado en una parte del gueto negro de la ciudad.  El alquiler era de $8,00 por mes.  Un periódico se refirió a la construcción del centro de Los Ángeles como una "choza tambaleante."  Desde que la antes mencionada iglesia lo dejó, el edificio sirvió como casa de venta al por mayor, depósito, almacén de madera, corral de ganado, tienda de lápidas sepulcrales, y recientemente antes de que llegaran, fue utilizado como un establo, con habitaciones para alquilar en el piso de arriba. Era un edificio pequeño, rectangular, de techo plano, de aproximadamente 60 pies (18,3 m) de largo y 40 pies (12,2 m) de ancho, en su totalidad de 4800 pies cuadrados (445,9 m²) con tablillas aclimatada blanqueada. El único signo de que había sido una casa de Dios fue una ventana sencilla de estilo gótico sobre la entrada principal.
Desechos de madera y masilla esparcidos a lo largo, el lugar parecía un granero en la planta baja.  Sin embargo, fue asegurado y limpiado en la preparación de los servicios.  Ellos celebraron su primera reunión el 14 de abril de 1906. Los servicios de la Iglesia se celebraron en el primer piso, donde las bancas fueron colocadas en un patrón rectangular. Algunas de los bancas fueron simplemente tablas puestas encima de barriles vacíos. No había plataforma elevada, ya que el techo era tan sólo de ocho pies de altura.  Inicialmente no hubo púlpito. Frank Bartleman, uno de los primeros participantes en el reavivamiento, recuerda que "el hermano Seymour generalmente se sentaba detrás de dos cajas de zapatos vacías, una encima de la otra. El usualmente mantenía su cabeza dentro de la de más arriba durante la reunión, en oración. No había orgullo allí... En ese viejo edificio, con sus vigas humildes y pisos descubiertos..."
El segundo piso en la ahora nombrada Misión de Fe Apostólica albergaba una oficina y habitaciones para varios residentes como Seymour y su nueva esposa, Jennie. También tenía una gran sala de oración para atender el desbordamiento de los servicios del altar de abajo. La sala de oración estaba amueblada con sillas y bancas hechas de tablones de California Redwood, puestos de punta a punta en sillas sin respaldo.

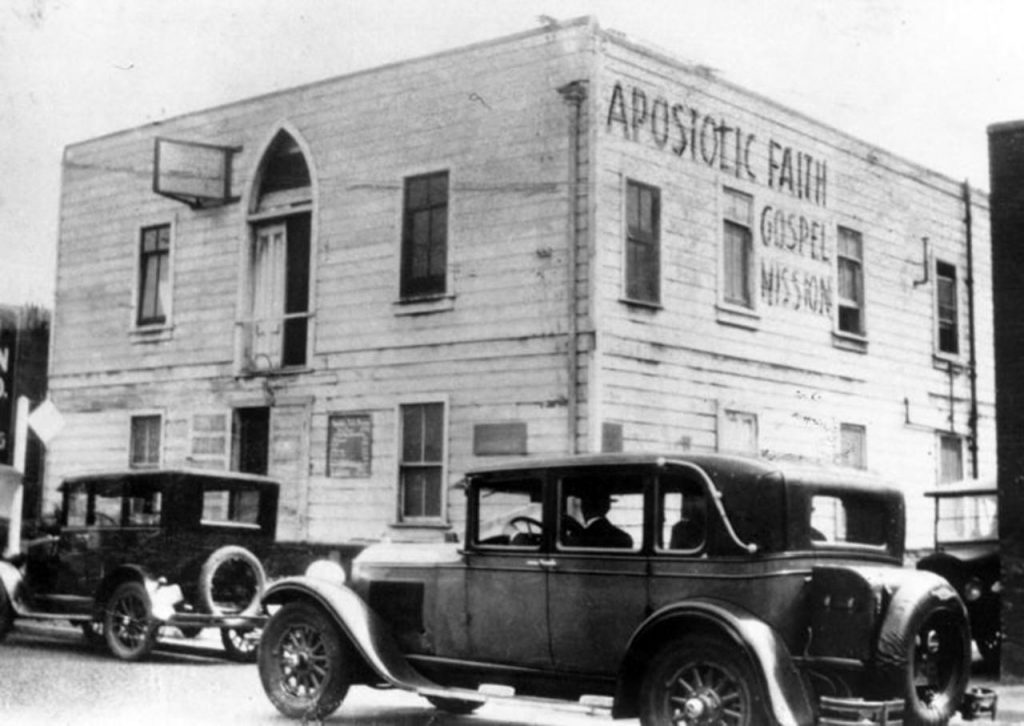
La Misión de Fe Apostólica en la Calle Azusa, ahora se considera la cuna del Pentecostalismo.

A mediados de mayo de 1906, entre 300 y 1.500 personas intentaron acomodarse en el edificio. Puesto que los caballos habían sido hasta hace poco los residentes del edificio, las moscas constantemente molestaban a los asistentes. Gente de una diversidad de extracciones, se reunían para adorar: hombres, mujeres, niños, negros, blancos, hispanos, asiáticos, ricos, pobres, analfabetos, y educados. Personas de todas las edades acudieron a Los Ángeles tanto con escepticismo como con deseo de participar. La mezcla de razas y la motivación del grupo al  liderazgo de las mujeres fue notable, ya que 1906 fue el apogeo de la "época de Jim Crow" de segregación racial, y catorce años antes de que las mujeres recibieran el derecho a sufragio en los Estados Unidos.

### Servicios y cultos
El Culto en el 312 de la Calle Azusa era frecuente y espontáneo, con servicios en marcha casi a toda hora. Entre los que atrajo el reavivamiento no sólo estaban miembros del Movimiento de Santidad, sino bautistas, menonitas, cuáqueros y presbiterianos.  Un observador de uno de los servicios escribió estas palabras:

Ningún instrumento de música se usó. No se necesitan. Ningún coro de ángeles ha sido escuchado por algunos en el espíritu.
Ninguna colecta se tomó.  Ningún anuncio se ha escrito para anunciar las reuniones. Todo aquel que está en contacto con lo que Dios realiza tan pronto como entra a las reuniones el Espíritu Santo es el líder.

Los Angeles Times no fue tan benevolente en su descripción:

Las reuniones se celebran en una choza tambaleante en la calle Azusa, y los partidarios de la doctrina extraña practican los ritos más fanáticos, predican las teorías más salvajes y trabajan ellos mismos en un estado de excitación loca en su celo peculiar. Gente de color y unos cuantos blancos componen la congregación, y la noche se hace horrorosa en el barrio por los aullidos de los fieles, quienes pasan horas balanceándose hacia adelante y hacia atrás en una exasperante actitud de oración y súplica. Ellos dicen tener el "don de lenguas" y ser capaces de entender la vociferación.

Charles Parham también fue agudo en su crítica:

Hombres y mujeres, blancos y negros, se arrodillaron juntos o se encontraron unos con otros; una mujer blanca, tal vez de riqueza y cultura, podía verse lanzada atrás en brazos de un 'macho negro', y sostenerla firmemente así como ella se estremecía y sacudía en una imitación loca del Pentecostés. Horrible, una vergüenza terrible!.

La primera edición de la "publicación de Fe Apostólica", afirmó una reacción común a la de los visitantes del reavivamiento:

Predicadores orgullosos, bien vestidos vinieron a 'investigar'. Pronto su aspecto importante fue reemplazado por asombro, luego vino su convicción, y muy a menudo los encontrabas en corto tiempo revolcándose en el piso sucio, pidiendo perdón a Dios y haciéndolo como niños pequeños.

Entre los relatos había informes de supuestos casos de ciegos que habían recuperado su visión, enfermedades curadas al instante, e inmigrantes hablando en alemán, yidis, español y todos estaban hablando en su idioma natal a miembros negros sin educación, quienes traducían al idioma inglés por una "capacidad sobrenatural".
Cantar era esporádico y a capela, o de vez en cuando en lenguas. Hubo períodos de silencio prolongado. Asistentes fueron ocasionalmente asesinados en el Espíritu. Los visitantes dieron su testimonio, y miembros leyeron en voz alta los testimonios que fueron enviados a la misión por correo.  Hubo oración por el don de lenguas. Hubo oración en lenguas por los enfermos, por los misioneros, y todas las peticiones fueron presentadas por asistentes o enviadas por correo. Había predicación espontánea y llamadas al altar para salvación, santificación y bautismo en el Espíritu Santo.  Mucha gente continuamente gritaba durante las reuniones. Los miembros de la misión nunca tomaron una ofrenda, pero hubo un recipiente cerca de la puerta para cualquier persona que quisiera apoyar el reavivamiento. El núcleo básico de la Misión de la calle Azusa, nunca fue mucho más de 50-60 individuos, con cientos y miles de personas que visitaban o que permanecían temporalmente o a lo largo de los años.

### Charles Parham

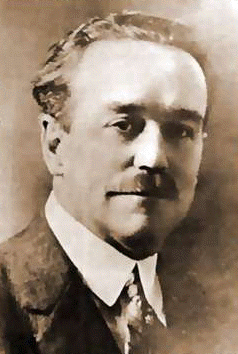
Charles Parham, maestro de Seymour, considerado uno de los fundadores del pentecostalismo clásico.

En octubre de 1906, Charles Parham fue invitado a hablar en una serie de reuniones en la calle Azusa, pero se convirtió rápidamente en un huésped no deseado. Varias razones pueden darse por la disociación de la Calle Azusa de él. En primer lugar, Parham tenía conflictos personales con Seymour y quería ser la figura de autoridad principal del movimiento que estaba teniendo lugar, pero los líderes de la Misión de Fe Apostólica que presidían tardaron en hacer cambios en sus métodos o liderazgo.

### Crítica

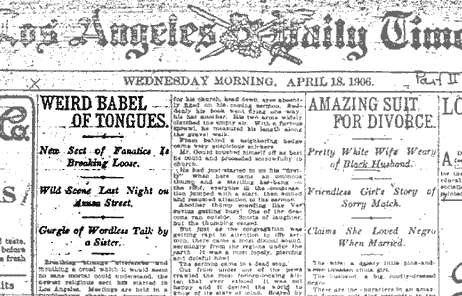
Artículo de Los Angeles Times artículo criticando el comportamiento de los evangelistas de la calle Azusa.

En una escéptica historia de primera página tituló "Babel de las lenguas extrañas", un reportero de Los Angeles Times intentando describir lo que pronto se conocería como el Reavivamiento de la Calle Azusa. "Expresiones de respiración extraña y pronunciando un credo que parece que ningún mortal sensato podría entender", la historia comenzó, "la secta religiosa más reciente ha comenzado en Los Ángeles."  Otro reportero de un periódico local en septiembre de 1906 describió los acontecimientos con las siguientes palabras:

...deplorable mezcla de razas... ellos lloran y hacen ruidos aullando todo el día y toda la noche. Corren, saltan, se agitan por todas partes, gritan al tope de su voz, giran en círculos, caen sacudiéndose en el piso cubierto de aserrín, pateando y rodando en todos lados. Algunos de ellos se desmayan y no se mueven por horas como si estuvieran muertos.  Estas personas parecen estar locas, mentalmente trastornadas o bajo un hechizo. Afirman ser llenas del Espíritu. Tienen un tuerto, analfabeto, Negro como su predicador quien se queda arrodillado la mayor parte del tiempo con su cabeza escondida entre las cajas de leche de madera. Él no habla mucho pero a veces puede oírse gritando, 'Arrepentíos', y él supone que se está ejecutando la cosa... Reiteradamente cantan la misma canción, 'El Consolador ha llegado'.

Los asistentes de las reuniones eran a menudo descritos como "Rodillos santos", "Saltadores Santos", "Lengua Enredada" y "Espiritistas Santos". Los informes fueron publicados en todos los EE. UU. y al mundo de los sucesos extraños en Los Ángeles.
Cristianos de muchas tradiciones fueron críticos, diciendo que el movimiento era hiper-emocional, escritura mal usada y pérdida de enfoque en Cristo por sobreenfatizar el Espíritu Santo.

### Publicación de la Fe Apostólica

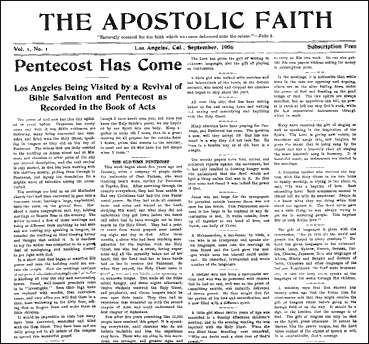
Titular de la primera publicación de la Fe Apostólica, de septiembre de 1906.

También a partir de septiembre de 1906, fue la publicación del propio boletín del reavivamiento, la Fe Apostólica.  Ejemplares fueron publicados ocasionalmente hasta mayo de 1908, principalmente a través del trabajo de Seymour y una mujer blanca llamada Clara Lum, una miembro de la Misión de Fe Apostólica. La Fe Apostólica se distribuyó gratis, y miles de laicos y ministros recibieron copias en todo el mundo. 5000 copias de la primera edición fueron impresas, y en 1907 el tiraje alcanzó a más de 40.000.
La publicación de Fe Apostólica informó los acontecimientos de la Misión de la calle Azusa en el mundo. Su artículo noticioso de su primer número fue titulado "Pentecostés ha llegado".  Contenía una carta de Charles Parham, un artículo sobre el día de Pentecostés de los Hechos, y una serie de anécdotas de la experiencia de las personas dentro del reavivamiento.  Una edición en 1907 escribió, "una señal de la venida del Señor es que Él está fusionando todas las razas y naciones, y ellos son llenos del poder y la gloria de Dios. Él está bautizando por un solo espíritu en un solo cuerpo y conformando un pueblo que estará listo para encontrarse con Él cuando Él venga". La Fe Apostólica trajo mayor atención por los acontecimientos en la calle Azusa, y el incipiente movimiento que estaba surgiendo del reavivamiento.

## Legado
En 1913, el reavivamiento de la Calle Azusa ya había perdido impulso, y en 1915 la mayor parte de la atención de los medios y la multitud se habían ido. Seymour se quedó allí con su esposa, Jennie, para el resto de sus vidas como pastores de la pequeña congregación afroamericana, aunque el frecuentemente hacía viajes cortos para ayudar a establecer otros reavivamientos más pequeños posteriores en vida. Después de que Seymour muriera de un ataque al corazón el 28 de septiembre de 1922, Jennie dirige la iglesia hasta 1931, cuando la congregación pierde el edificio.
El edificio fue demolido y reemplazado por lo que se convirtió en el Centro Cultural y Comunitario japonés americano de Los Ángeles después de perder su juicio hipotecario en 1938.

### Envío de misioneros
Como la Fe Apostólica y muchos informes seculares anunciaron los acontecimientos del reavivamiento de la Calle Azusa internacionalmente, miles de personas visitaron la Misión con el fin de ser testigos de primera mano. Al mismo tiempo, miles de personas salieron de la calle Azusa, con la intención de evangelizar en el extranjero. se convirtió en uno de los más eficaces misioneros de la Iglesia de Santidad Pentecostal en África, trabajando en medio de la gente de Tswana de Botsuana.  A. G. Garr y su esposa fueron enviados de la calle Azusa como misioneros a Calcuta, India, donde lograron iniciar un pequeño reavivamiento.  A los hablantes en lenguas en la India no se les permitió hablar el idioma nativo, bengalí.  Garr contribuyó significativamente al pentecostalismo temprano a través de su trabajo posterior en la redefinición de la doctrina de "evidencia bíblica" y cambiar la creencia de la doctrina de que hablar en lenguas era explícitamente para evangelización a la creencia de que hablar en lenguas es un don para "fortalecimiento espiritual".
El misionero Bernt Bernsten viajó todo el camino desde el norte de China para investigar los sucesos después de escuchar que la profecía bíblica de Hechos 2:4 se estaba cumpliendo. Otros visitantes dejaron el reavivamiento para ser misioneros en zonas remotas en todo el mundo.  Tantos misioneros salieron de Azusa (unos treinta y ocho salieron en octubre de 1906) que en dos años, el movimiento se había extendido a más de cincuenta países, incluyendo Reino Unido, Escandinavia, Alemania, Holanda, Egipto, Siria, Palestina, Sudáfrica, Hong Kong, China, Ceilán e India. Líderes cristianos visitaron todas las partes del mundo.

### Nacimiento del movimiento pentecostal

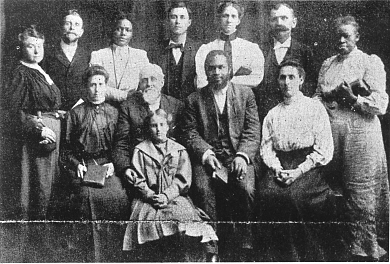
Los líderes de la Misión de Fe Apostólica. Seymour está en la fila delantera, segundo desde la derecha; Jenny está en la fila trasera, tercera desde la izquierda.

A finales de 1906, la mayoría de los líderes de la Calle Azusa se separaron para formar otras congregaciones, como la (MFA) Misión de Fe Apostólica de la calle 51, la MFA hispana, y la Misión Pentecostal Italiana.  Estas misiones se compone en gran parte de inmigrantes o grupos étnicos.  El sudeste de Estados Unidos fue un área particularmente prolífica de crecimiento para el movimiento, ya que el enfoque de Seymour dio una explicación provechosa para el clima espiritual carismático que ya había sido arraigado en esas zonas.  Otras nuevas misiones se basaron en predicadores que tenían carisma y energía.  Casi todas estas nuevas iglesias se fundaron entre inmigrantes y los pobres.
Diferencias doctrinales abundaban, y muchas organizaciones y denominaciones independientes surgieron del reavivamiento inicial.  La Iglesia de Dios en Cristo se formó en 1907, las Asambleas de Dios y la Iglesia Pentecostal Unida se formaron en 1914, la Iglesia Pentecostal de Dios fue fundada en 1919 en la Escuela Bíblica Sharon.
Hoy hay más de 500 millones de creyentes pentecostales y carismáticos en todo el mundo.  La denominación pentecostal es actualmente la segunda en tamaño detrás de la Iglesia Católica y es la forma de cristianismo de más rápido crecimiento hoy.  El Reavivamiento de la Calle Azusa es comúnmente considerado como el comienzo del movimiento pentecostal moderno de hoy día.